# Jean Perdrizet
Jean Perdrizet   (Villers-la-Faye, 3 d'agost de 1907 - Dinha, 22 d'abril de 1975) va ser un enginyer i creador d'Art Brut francès.

## Biografia
Perdrizet va néixer a Borgonya, en una família on el pare i la mare eren professors. Perdrizet, va passar la vida solter, a prop de la seva mare, del seu pare, de la seva germana i del seu nebot. Després de la universitat, on va obtrnir l'any 1931 el diploma d'adjunt tècnic de ponts i camins, va començar a treballar com a Enginyer Militar a Grenoble, del 1934 al 1937. Després va treballar esporàdicament a Electricitat de França, del 1944 al 1949.
Cap el 1955, la família Perdrizet s'instal·la a Digne-les-Bains, on ell s'estableix com a «inventor». Està al corrent dels descobriments científics més recents i comença a realitzar prototips i plans de màquines per comunicar-se amb els morts, fantasmes o extraterrestres. S'entusiasma tant per a la construcció de robots com de màquines per a perforar o de platets voladors. Després de la mort del seu pare, es fabrica una ouija per entrar en contacte amb ell i organitza sessions amb els seus veïns.
També li apassiona trobar una llengua universal i inventa la «llengua T» o «esperanto sideral» que afirma que "parla amb fluïdesa".
Els seus plans sobre paper ozalid, molt complexos, barregen fórmules amb croquis acolorits, indicacions tècniques, explicacions teòriques, i consideracions religioses o metafísiques. Per donar a conèixer les seves innovacions, envia els seus plans als organismes científics susceptibles d'estar interessats i envia així "dues tones [de plans] en 40 anys" a la NASA, al CNRS, a les facultats de ciències, al Vaticà, a la UNESCO, a l'Acadèmia Reial de les Ciències de Suècia amb l'esperança de rebre un premi Nobel… Sense cap resultat. Malgrat això, diversos científics s'interessen al seu treball, com José Argémi o Jacques Paillard.

## Obra
- Pour piloter l'âme: avion ponctiforme aiguille; c'est broder le fil de nos idées, 1968
- Machine à lire à résistance liquide, 1970
- Machine à écrire avec l'au-delà, 1971
- Courbe clothoïde, 1971
- Machine à lire et à voir, 1971
- Montagne des 31 dividendes, 1971
- Lunette lisante. Machine à lire par spectres., 1972
- Soucoupe-volante centrifuge mieux wagon volant, 1972
- Tambour traçant. Périphérique d'ordinateur, 1972
- Hélicoptère à moteur humain, 1972-1973
- Imagination du robot, 1973
- Rétrofusées rotatives. Treuil, 1973
- Langue t ou pictographie dactylographiée, 1973-1974
- Je refais cette expérience pour cet appareil mais cette fois sans air comprimé mais avec de l'eau qui coule d'un robinet, 1974
- Turbine à air comprimé, 1974
- Veuillez m'envoyer votre proposition pour le prix Nobel…,[3] avant 1975
- Pour mon Plantilla:2e à Stockholm - Nobel, avant 1975

## Exposicions
La seva obra s'ha pogut veure al Palau de Tòquio (París), a La Maison rouge (París), a la Kunsthal (Rotterdam), al Mona (Austràlia), a la Hayward Gallery (Londres), a l'Oliva Creative Factory (Portugal), a la Centrale (Brussel·les), al LaM a Villeneuve-de Ascq, al Museu Gassendi de Digne.
- Do the write thing: read between the lines #2 », galeria Christian Berst art brut, París, del 26 d'abril al 2 de juny de 2018[4]
- Brut now : l'art brut al temps de les noves tecnologies », comissària : Christian Berst, brut pop, museus de Belfort, Belfort, del 29 d'octubre al 16 de gener de 2017
- Art brut : ha story of individual mitologies », obres de la col·lecció Treger Sant Silvestre, Oliva Creative Factory, Sao Joao da Madeira, Portugal, del 18 de juny al 28 de febrer de 2017
- Anatomia de l'autòmat », centre de cultura contemporània La Panacea, Montpeller, del 21 de novembre de 2015 al 28 de febrer de 2016
- Connected », La Central, Brussel·les, del 24 de març al 28 d'agost de 2016
- La vora dels mons », palaus de Tòquio, París, del 18 de febrer al 17 de maig de 2015.
- El mur », obres de la col·lecció Antoine de Galbert, La Casa vermella, París, 14 de juny al 21 de setembre de 2014
- Art brut : breaking boundaries », obres de la col·lecció Treger-Sant Silvestre, comissaris : Christian Berst, Oliva Creative Factory, Sao Joao da Madeira, Portugal, de l'1 de juny a l'11 de setembre de 2014
- The alternativa guia to the universe », comissària : Ralph Rugoff, Hayward Gallery, Londres, 2013
- Jean Perdrizet, deus exva maquinar », galeria Christian Berst art brut, París, del 3 de febrer al 10 de març de 2012[5]